# Chordarium
Famille
Genre
Chordarium est un genre de vers plats libres, le seul de la famille des Chordariidae. Cette famille appartient au sous-embranchement des Catenulida.

## Liste des espèces
- Chordarium cryptum Marcus, 1945
- Chordarium europaeum Schwank, 1980
- Chordarium evelinae Marcus, 1945
- Chordarium leucanthum Marcus, 1945
- Chordarium philum Marcus, 1945